# Raimundo Fernández Cuesta
Raimundo Fernández-Cuesta y Merelo (Madrid, 5 d'octubre de 1896 - 9 de juliol de 1992) va ser un advocat, oficial de l'Armada, notari, ministre i polític espanyol que va començar militant a Falange Española des de la seva fundació. És germà de Manuel Fernández-Cuesta Merelo.

## Biografia
Advocat pertanyent al Cos Jurídic de l'Armada, va ser amic personal de José Antonio Primo de Rivera.

### Guerra civil
Va arribar a ser nomenat secretari general d'aquest partit per Primo de Rivera. El 1936 va ser detingut en Madrid per ordre de les autoritats republicanes, en la situació de les quals li va sorprendre l'esclat de la guerra civil passant, després de ser canviat pel polític republicà Justino de Azcárate, a la zona revoltada després de romandre divuit mesos a la presó. Posteriorment accepta del general Franco la secretaria general de Falange Española Tradicionalista y de las JONS i la condició de membre del Consell Nacional:
| « | «... El Cabdill, que la seva política va ser sempre la de no permetre als seus partidaris adquirir massa poder, quan Serrano, al desembre de 1937, va ser acusat de comportar-se com si fos l'amo de FET, havia nomenat Fernández-Cuesta secretari general del nou partit i primer secretari de la seva junta política...» | » |

Amb quaranta-un anys forma part del Primer govern franquista passant a exercir la cartera Agricultura, amb seu a la ciutat de Burgos. Aquest ministeri comprenia els serveis d'agricultura, muntanyes, pesca fluvial, ramaderia i reforma econòmica i social de la terra.
| « | «...havent adquirit Fernández-Cuesta més poder que Serrano dins del partit, la cartera d'Agricultura, per contra, tenia molt menys pes al Govern que la cartera de Governació, atorgada a Serrano...» | » |

### Franquisme
Acabada la guerra civil va exercir diversos càrrecs en l'administració franquista, entre ells: ambaixador en Brasil (1940-1942) i Itàlia (1942-1945). Des de 1945 va ser president del Consell d'Estat i ministre de Justícia fins a 1951 en què va ser nomenat de nou Secretari General del Movimiento fins a 1956.
El 16 de juliol de 1957 va ascendir a Ministre Togat de l'Armada (assimilat a Vicealmirall), ocupació que comportava la destinació d'Assessor General del Ministeri de Marina i la Inspecció General del Cos Jurídic de l'Armada; lloc en el qual va romandre fins al 5 d'octubre de 1964, en complir 68 anys.
El 1973 el seu nom va ser inclòs amb els del reformista Manuel Fraga i el vicepresident Luis Carrero Blanco en la terna que li va ser presentada al Caudillo perquè designés president del govern. Va ser conseller nacional i procurador en Corts fins a 1977, sent també un dels 59 Procurador a Corts que el 18 de novembre de 1976 van votar en contra de la Llei per a la Reforma Política que derogava els Principis Fonamentals del Movimiento.

### Transició
Fundó el Frente Nacional Español, nom que va canviar al següent any pel de Falange Española de las JONS, de la qual fou secretari general fins a 1983. Va ser forçat a dimitir per les puixants crítiques del seu propi partit contra ell per la seva passada col·laboració amb el franquisme i les seves simpaties cap aquest. Li va succeir en el càrrec Diego Márquez Horrillo.